# إحرشيون (أولاد رخو امحند)
إحرشيون هو دُوَّار يقع بجماعة حاسي بركان، إقليم الناظور، جهة الشرق في المملكة المغربية. ينتمي الدوّار لمشيخة أولاد رخو امحند التي تضم 9 دواوير. يقدر عدد سكانه بـ 342 نسمة حسب الإحصاء الرسمي للسكان والسكنى لسنة 2004.

## روابط خارجية
- البوابة الوطنية للجماعات الترابية
- المندوبية السامية للتخطيط